# Aphanotriccus
Aphanotriccus là một chi chim trong họ Tyrannidae.